# Lysá hora (Riesengebirge)
Lysá hora (deutsch Kahler Berg) ist ein 1344 m n.m. hoher Berg in Tschechien. Der Gipfel liegt im westlichen Teil des Riesengebirges nahe der Staatsgrenze zu Polen.
Der Berg bildet eine abgeflachte Kuppe zwischen den benachbarten Erhebungen Kotel (1435 m n.m.) und Plešivec (1210 m n.m.). Nahegelegene Ortschaften sind Rokytnice nad Jizerou, Harrachov, Špindlerův Mlýn (Spindlermühle) und der polnische Ort Szklarska Poręba (Schreiberhau).
Der Gipfel ist mit Bergkiefern bewachsen. Auf den Berghängen finden sich Offenflächen mit subalpinen Borstgrasrasen und großen Beständen geschützter Gebirgsflora wie dem Narzissen-Windröschen und der Großen Kuhschelle. In den unteren Partien wachsen Fichtenwälder.
Lysá hora liegt in der Schutzzone I. des Nationalparks Riesengebirge. Der Gipfel bzw. der höchste Punkt ist für die Öffentlichkeit nicht zugänglich. Ein Sessellift aus Rokytnice führt bis 200 Meter an den Gipfel heran. Dort beginnt eine markierte Langlauf-Loipe. Der Lift ist nur in der Wintersaison im Betrieb. Am Südwesthang von Lysá hora liegt das Skizentrum Rokytnice – Horní domky mit zahlreichen Pisten und Bergbauden, von denen die Baude Dvoračky (gegründet 1707) die älteste und bekannteste ist.

## Nahegelegene Gipfel
| Kamenec       | Szrenica      | Vysoká pláň    |
| Plešivec      | Kompass       | Kotel          |
| Kostelní vrch | Vlčí hřeben S | Vídeňská skála |